# أسد الجبال
أسد الجبال أو الكَوْجَرُ أو البُهْمَة أو هِرُّ الجبال هو حيوان من فصيلة السنوريات، أصله من الأمريكتين، ومناطق انتشاره هي الأكبر مساحةً بين الحيوانات البرية الكبيرة كلها في نصف الأرض الغربي، إذ تمتد مناطق انتشاره من إقليم يوكون الكندي شمالاً، وحتى جبال الأنديز جنوباً. وأسد الجبال حيوان قادر على التكيف، ولذا فإنه يوجد في كل أنواع المواطن الرئيسة الأمريكية، وهو ثاني أكبر السنوريات وزناً في نصف الأرض الغربي بعد اليغور. ومع أن أسد الجبال كبير الحجم، إلا أنه يُصنف مع السنوريات الصغيرة بدل الكبيرة، فهو قريب من القطط الأهلية جينيّاً أكثر من قرابته من الأسود الحقيقية، كما أنه حيوان ليلي كالسنوريات الصغيرة.
أسد الجبال حيوان مفترس قادر على مطاردة فرائسه والكمن لها، وهو يفترس أنواعاً كثيرةً من الحيوانات، ومصدر غذائه الرئيسي هو الحافريات كالأيل والإلكة والموظ وكبش الجبال الصخرية، كما يصطاد أيضاً القطعان الأهلية والخيول والخراف (في الجزء الشمالي من مناطق انتشاره تحديداً)، كما يمكن أن يصطاد حيواناتٍ أصغرَ مثل الحشرات والقوارض. يفضل هذا الأسد المواطن ذات الشجيرات الكثيفة والصخور لتساعده على الكمن والاختباء عند الافتراس، ولكن يمكن أن يعيش في المناطق المفتوحة. يعيش أسد الجبال في مجموعات صغيرة العدد، حجم المجموعة الواحدة يعتمد على المنطقة التي توجد فيها والغطاء النباتي ووفرة الفرائس. ومع أن أسد الجبال حيوان مفترس كبير الحجم، إلا أنه ليس المسيطر في منطقته دائماً، ويظهر ذلك عندما يتنافس على فريسة ما مع اليغور أو الذئب الرمادي أو الدب الأسود الأمريكي أو الدب الرمادي. يوصف أسد الجبال بأنه حيوان منعزل، وهو عادةً يتجنب البشر، فهو نادراً ما يهاجم البشر، ولكن مهاجمته لهم قد ازدادت مؤخراً.
بسبب الصيد المفرط لأسود الجبال بعد الاستعمار الأوروبي للأمريكتين وبسبب استغلال البشر لمواطنها، فقد قل وجودها في معظم المناطق التي كانت تنتشر فيها تاريخياً، إذ تعرَّض أسد الجبال للانقراض المحلي في شمال شرق أمريكا في أوائل القرن العشرين، ولم يَبقَ له وجود هناك إلا في ولاية فلوريدا، وفي العقود القليلة الماضية هاجرت أعداد من أسود الجبال التي كانت تعيش في الجزء الشرقي من أمريكا إلى الأجزاء الغربية القصوى من داكوتا الشمالية وداكوتا الجنوبية ونبراسكا وأوكلاهوما، كما شوهدت أفراد من ذكور أسد الجبال عابرةً عبر مينيسوتا (حيث أطلق النار على أحدها وقتل) وويسكنسن وآيوا وشبه الجزيرة الشمالية من ميشيغان وإلينوي حيث أطلق النار على أحدها عند حدود ولاية شيكاغو، وقد شوهدت أسود الجبال مرةً واحدةً على الأقل في الشرق الأقصى من ولاية كونيتيكت.

## التسميةوالتأثيل
لأسد الجبال العشرات من الأسماء المختلفة، وذلك بسبب مناطق انتشاره الواسعة، وهو يدخل في الكثير من أساطير الأمريكيين الأصليين وحكاياتهم وكذلك في الثقافة المعاصرة.
أُُدخل أسد الجبال في موسوعة غينيس للأرقام القياسية لأنه الحيوان الذي يحمل أكبر عدد من الأسماء، ربما يكون السبب في ذلك انتشاره الواسع عبر شمال أمريكا وجنوبها، ففي اللغة الإنجليزية وحدها يملك أسد الجبال أكثر من أربعين اسماً، منها: كوجر (Cougar) وبيوما أو بوما (Puma) (بعض المراجع العربية تسميه «فومة») وأسد الجبال (Mountain Lion).
اسم كوجر (Cougar) قد يكون مأخوذاً من الكلمة البرتغالية القديمة (çuçuarana) عبر اللغة الفرنسية، أما اسم بيوما أو بوما (Puma) فمأخوذ عبر اللغة الإسبانية من لغة الكتشوا (لغة سكان أمريكا الجنوبية الأصليين).

## التصنيف

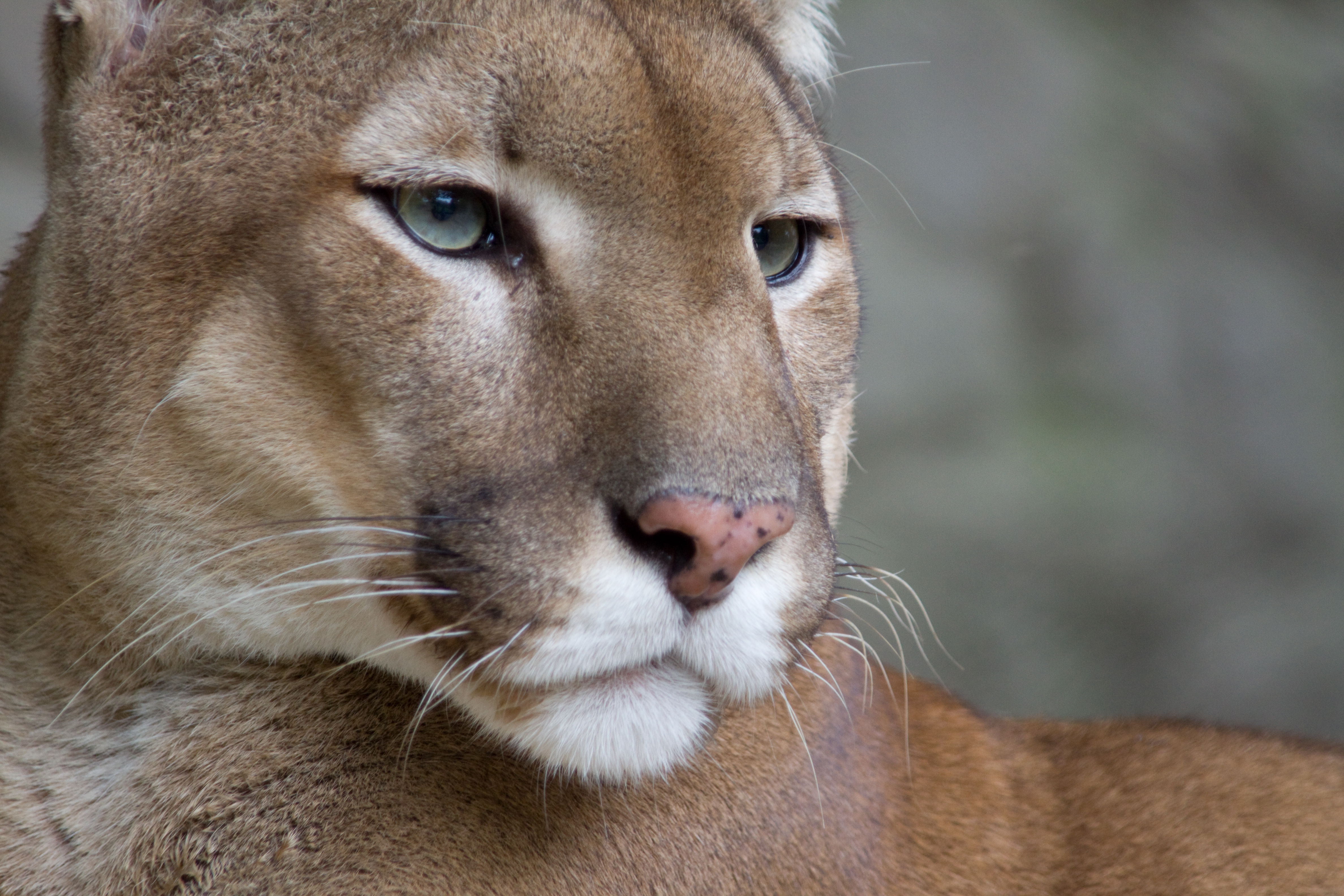
وجه أسد الجبال

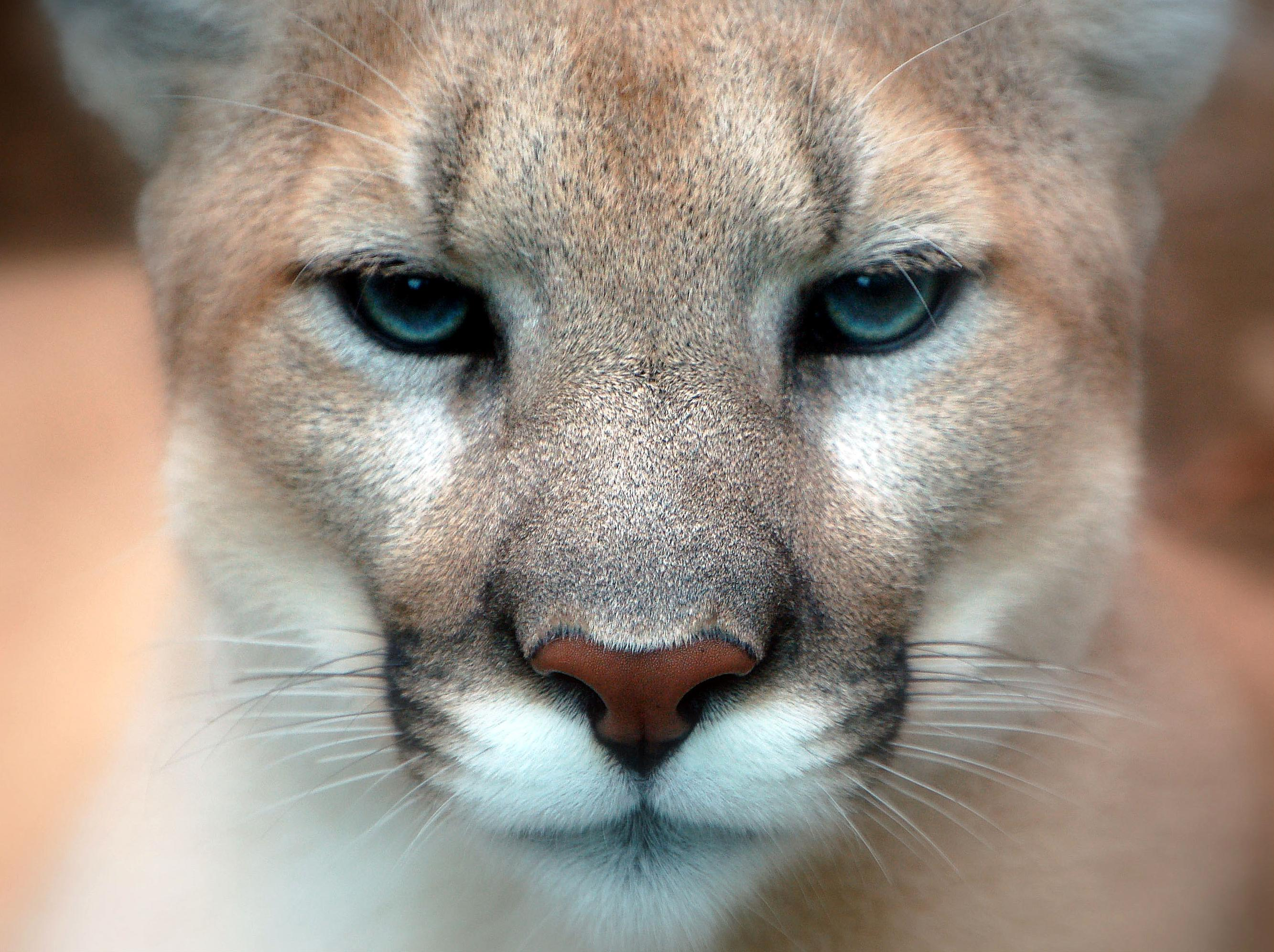
تفاصيل وجه أسد الجبال

يُعد أسدُ الجبال أكبرَ السنوريات الصغيرة حجماً، وهو من تحت فصيلة القطية، مع أن خصائصه الجسدية توحي بأنه من تحت فصيلة النمرية كالأسد والببر واليغور والنمر.

### السلالات
حتى أواخر الثمانينيات من القرن العشرين، كان يُعتقد بوجود 32 سلالةً لأسد الجبال، ولكنّ أحد الدراسات الحديثة على حمضه النووي أظهرت أن كثيراً من هذه السلالات قريبةٌ جداً من بعضها البعض، فدمجتها في سبع سلالات فقط، خمسة منها لا توجد إلا في أمريكا اللاتينية.
وهذه السلالات هي:
- أسد جبال الأرجنتين (Puma concolor cabrerae)
- أسد جبال كوستاريكا (Puma concolor costaricensis)
- أسد جبال شرقيّ جنوب أمريكا (Puma concolor anthonyi)
- أسد جبال شمال أمريكا (Puma concolor couguar)
- أسد جبال شمالي جنوب أمريكا (Puma concolor concolor)
- أسد جبال جنوبي جنوب أمريكا (Puma concolor puma)
- أسد جبال فلوريدا (Puma concolor coryi)

## الوصف والسلوك

### الخصائص الجسدية

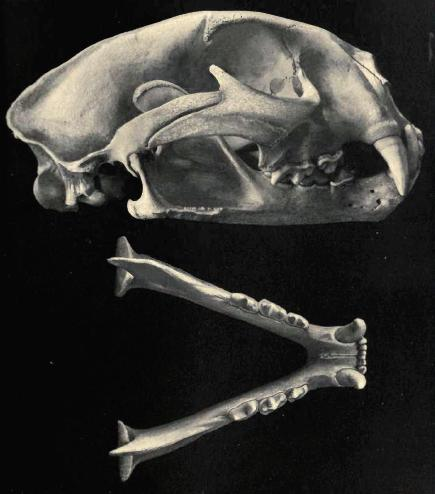
جمجمة أسد جبال وعظم فكه

جسم أسد الجبال نحيل ورشيق، وهو رابع أكبر السنوريات حجماً، إذ تصل المسافة بين كتفي الفرد البالغ منه ما بين 60 و90 سنتمتراً، وطول الذكر البالغ (من أنفه إلى ذيله) يصل إلى 2.4 متر، ومتوسط طول الإناث 2.05 متر، فيكون إذاً طول أسد الجبال بشكل عام ما بين 1.5 إلى 2.75 متر (من الأنف إلى الذيل). أما طول الذيل وحده فيتراوح ما بين 63 و95 سنتمتراً، ووزن الذكر البالغ منه ما بين 53 و100 كيلوغرام وبمتوسط 62 كيلوغراماً، أما الإناث فيتراوح وزنها ما بين 29 و64 كيلوغراماً وبمتوسط 42 كيلوغراماً، ويكون حجم أسد الجبال أصغر كلما اتجهنا باتجاه دائرة الاستواء، وأكبر كلما اتجهنا باتجاه القطبين. إنّ أكبر أسد جبال عُرف قد وُجد في ولاية أريزونا وكان وزنه 125.5 كيلوغرام، وذلك بعد إزالة أمعائه، مما يدل على أنه عندما كان حياً كان وزنه حوالي 136.2 كيلوغرام، وهناك العديد من الذكور توجد في إقليم كولومبيا البريطانية الكندي تزن ما بين 86.4 و95.5 كيلوغرام.

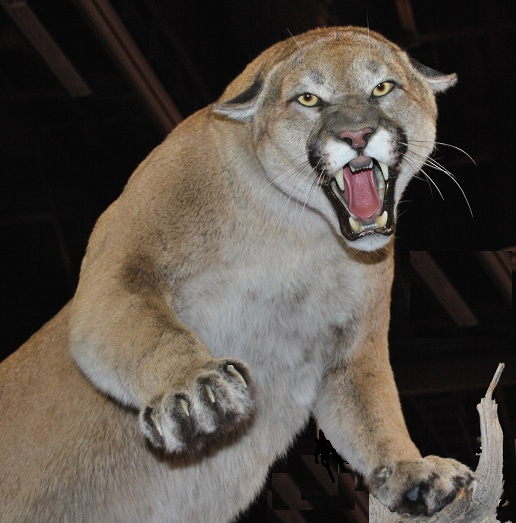
مع أن أسد الجبال يشابه القطط الأهلية، إلا أن حجمه كحجم إنسان بالغ تقريباً

رأس أسد الجبال دائري وأذناه مستقيمتان، وله جسم وعنق وفك قويات يستخدمها لإمساك الفرائس الكبيرة وتثبيتها، كما يملك خمسة مخالب في طرفيه الأماميين يستطيع إدخالها إلى كفه وإخفاءها (واحدة من هذه المخالب تسمى زمعة) وأربعة مخالب في طرفيه الخلفيين، وأطرافه الأمامية أقوى من الخلفية، ومخالبها مهيئة للقبض على الفريسة بإحكام.
يمكن أن يكون أسد الجبال كبيراً بحجم اليغور، ولكن تركيبه الجسمي وعضلاته أضعف، وفي المناطق التي يوجد فيها كلاهما يكون أسد الجبال أصغر حجماً من المتوسط. وباستثناء اليغور فإن أسد الجبال أكبرُ حجماً من كل السنوريات الأخرى في المناطق التي لا تعيش فيها أسود العالم القديم والبُبُور. ومع أن حجمه كبير إلا أنه لا يصنف مع السنوريات الكبيرة، وذلك لأنه لا يستطيع أن يزأر (الزئير صوت السنوريات الكبيرة كالأسود)، وذلك بسبب عدم امتلاكه لحنجرة وعظم لامي مثل ذلك الذي تملكه الأسود. ومقارنةً بالسنوريات الكبيرة فإن أسد الجبال حيوان صامت قليل الكلام، ولا يتواصل مع غيره بالكلام إلا قليلاً جداً باستثناء حالة الأم مع أبنائها. تصدر أسود الجبال أحياناً أصواتاً شديدة الانخفاض تشبه الهمس وخرخرة القطط، وأحياناً تصدر أصواتاً كالصفير، والكثير من أصواتها يشابه أصوات القطط الأهلية، وتشتهر هذه الأسود بصرخاتها التي تشبه أصوات حيوانات أخرى، فيخطئ الناس أحياناً في الظن أنها أصواتها.

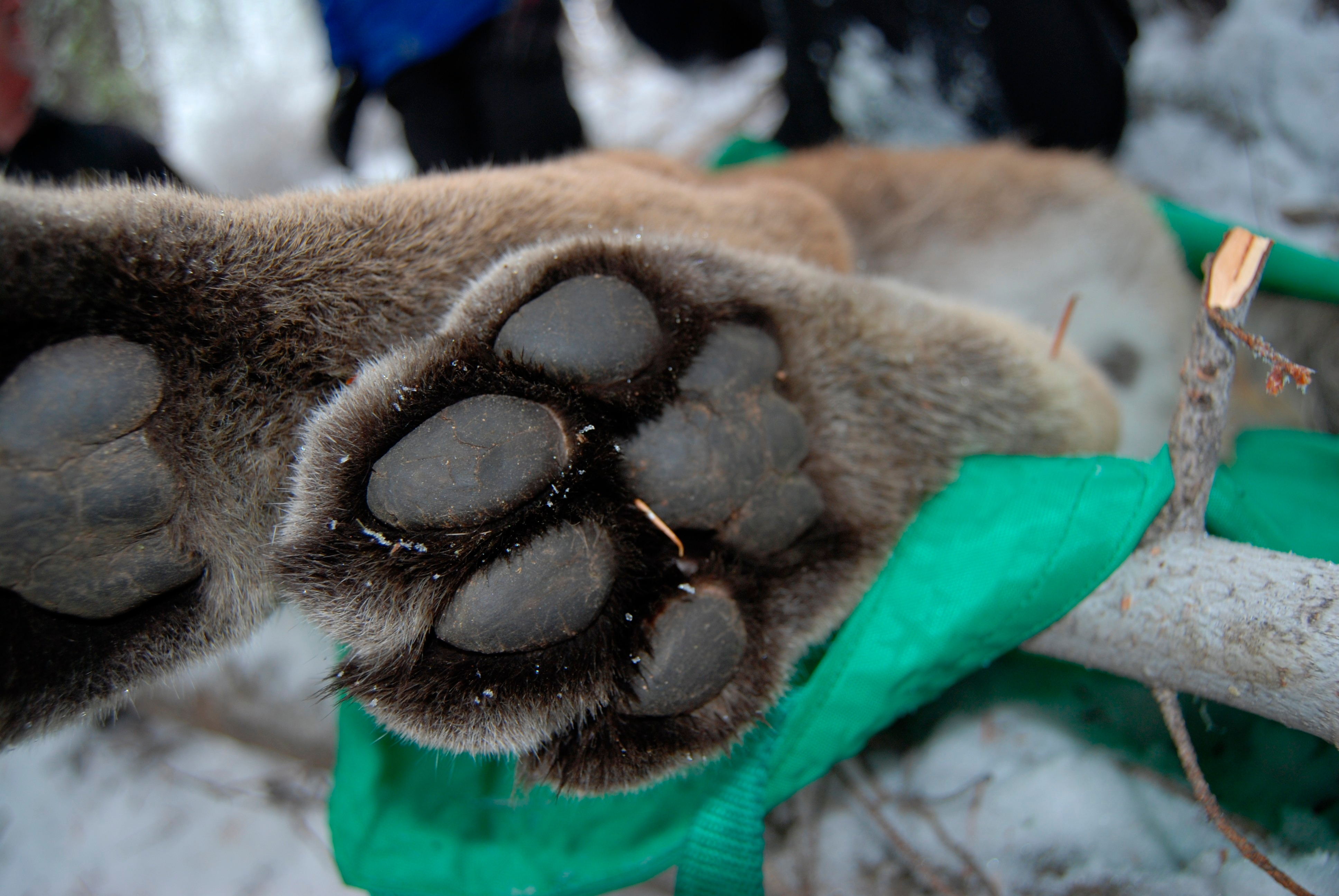
الكف الخلفي لأسد الجبال

لأسد الجبال لون واحد منتظم، ولكن يمكن أن يختلف اللون من فرد لآخر بشكل كبير، وقد يختلف اللون حتى بين الأقرباء. الشَّعر النموذجي لأسد الجبال لونه ذهبي مائل إلى البني، ولكنه يمكن أن يكون رمادياً فضيّاً أو محمرّاً، ويكون الجزء السفلي من جسمه أفتح لوناً، ويشمل اللون الفاتح فكّيه وذقنه وحلْقه أيضاً، أما الصغار الرضّع فيكونون منقطين، ويولدون بعيون زرقاء اللون وأذيال عليها حلقات، وبعد أن يكبروا قليلاً يصبح لونهم باهتاً، وتبقى البقع الغامقة على جانبي أجسامهم، ولم يُرَ أسد جبال أسود اللون بالكامل قط، مع أنه قد ورد في بعض الحكايات التقليدية، أما مصطلح «النمر الأسود» فهو اسم يُطلق على النمر واليغور إذا كانا أسودين بالكامل وليس على أسود الجبال.
لأسد الجبال أكفّ ضخمة، وأطرافه الخلفية قد تكون الأكبر من بين السنوريات كلها، وهذه البُنية الجسدية تمكّنه من القفز بشكل مذهل وتجعله قادراً على العدو، وقد سُجلت لهذا الحيوان مرةً قفزة استثنائية عمودية بارتفاع 5.4 متر. أما قدرة أسد الجبال على القفز الأفقي من وضعية الجلوس فهي قوية أيضاً، إذ يمكن أن يصل طول هذه القفزة إلى ما بين 6 إلى 12 متراً. ويستطيع أسد الجبال الركض بسرعة تصل إلى ما بين 55 و72 كيلومتراً في الساعة، ولكنه أفضل في الركض القصير من الركض الطويل، كما يستطيع أسد الجبال التسلق، مما يمكّنه من الهروب من منافساته الكلبيات، إضافةً إلى كل ذلك فإنه يستطيع السباحة ولكن إلى حدٍّ ما، فهو ليس شديدَ الارتباط بالماء.

### الصيد والغذاء
أسد الجبال صياد ماهر يستطيع أكل أي حيوان يصطاده من الحشرات الصغيرة وحتى الحافريات الكبيرة (أكثر من 500 كيلوغرام)، وهو من آكلات اللحوم، أي أنه يحتاج إلى تناول اللحوم ليعيش ولا يأكل شيئاً غيرها، والفريسة الأكثر أهمية عند أسود الجبال هي الأيل بمختلف أنواعه، لا سيما في أمريكا الشمالية، كما يصيد أيضاً حيوانَ الإلكة والموظ وغيرها من الحافريات، وهناك أنواع أخرى تشكل الغذاء الأساسي لأسد الجبال في مناطق معينة، مثل كبش الجبال الصخرية والخيول البرية في أريزونا والخيول الأهلية والمواشي الأهلية كالخراف والبقر، وقد أُجريت دراسة على أسد الجبال في أمريكا الشمالية فوجدت أن الحافريات تشكل 68% من الفرائس التي يصطادها، وأكثر ما يصطاد من الحافريات الأيائل، ولم يُظهر أي منها استثناءً إلا أسد جبال فلوريدا، الذي يفضل الخنازير البرية وحيوان المدرع.

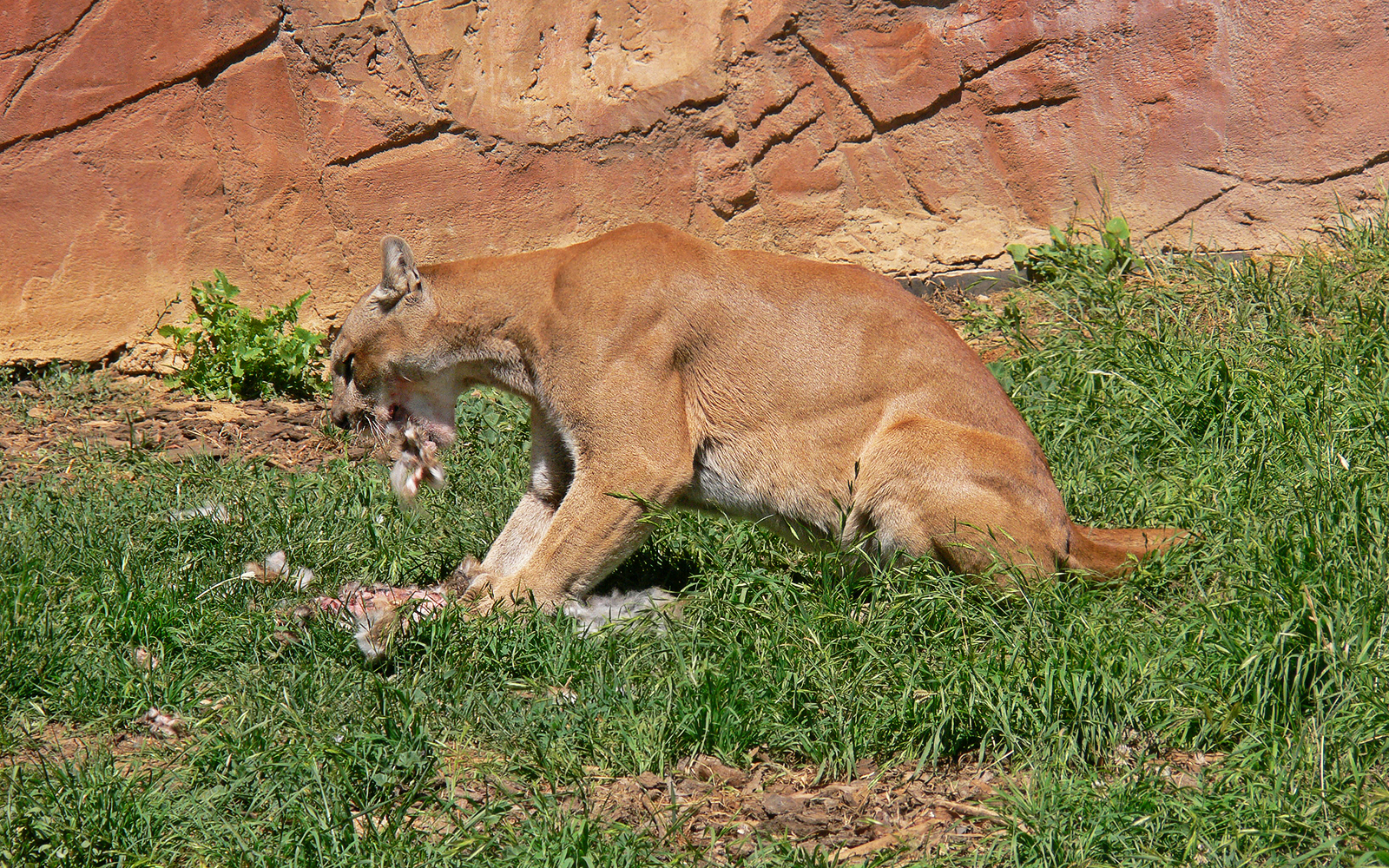
أسد جبال يأكل فريسةً

وَجدت دراسة أجريت في متنزه يلوستون الوطني أن حيوان الإلكة هو الهدف الأساسي لأسد الجبال، يتبعه الأيل، ويتنافس معه على هذه الفرائس الذئب الرمادي، حيث يتنافسان معاً على مصادر الغذاء. كما أجريت دراسة أخرى على نوعية صيد أسود الجبال في فصل الشتاء في مقاطعة ألبرتا الكندية، فوجدت أن الحافريات تشكل أكثر من 99% من غذائها.
يتناول أسد الجبال الذي يعيش في أواسط أمريكا وجنوبها نسبةً أقل من الإيائل، فهو يفضل الثدييات ذات الأحجام المتوسطة والصغيرة، بما فيها القوارض الكبيرة مثل الكابيبارا، وتشكل الحافريات 35% فقط من غذائه، أي نصف الكمية التي يتناولها أسد الجبال الشمالي تقريباً، ويُعتقد أنه يتناول هذه الحيوانات الصغيرة بسبب التنافس بينه وبين اليغور الأكبر حجماً، ومن الحيوانات الأخرى التي شوهد أسد الجبال يصطادها: الفأر والشيهم والقواع، كما تُصطاد الطيور الصغيرة والزواحف أحياناً في الجنوب، ولكن ذلك نادراً ما يحدث في شمال أمريكا.
مع أن أسد الجبال قادر على الركض السريع، إلا أنه في العادة يَستخدم الكمن أو الاختباء لاصطياد فرائسه، إذ يقوم بالاختباء وراء الأشجار والشجيرات الصغيرة، ثم يقفز قفزةً قويةً على ظهر فريسته ويعضّ رقبتها عضةً خانقةً، كما له القدرة أيضاً على كسر أعناق الفرائس الصغيرة باستخدام عضته القوية وضرب الفريسة بقوةٍ بالأرض.
يُقدَّر مقدار صيد أسد الجبال بـ«حافر كبير واحد كل أسبوعين»، وتقل هذه المدة عند الإناث التي تربي صغاراً، ويمكن أن تكون قصيرةً جداً لدرجة «صيد واحد كل ثلاثة أيام» عندما يكون الصغار قريبين من النضج بعمر 15 شهراً. ويقوم أسد الجبال بسحب فريسته إلى مكان جيد، ويقوم بتغطيتها بسيقان النبات، ثم يعود لها ليأكل منها على فترات لعدة أيام. ومن المعروف أن أسد الجبال لا يأكل الجِيَف (الحيوانات الميتة)، ونادراً ما يأكل فريسةً ليس هو من قام باصطيادها، ولكنْ ذات مرة وضعت جثة غزال في كاليفورنيا لدراسة ردة فعل أسود الجبال، فقامت بأكلها مما يدل على أن أسود الجبال قد تكون انتهازيةً أحياناً.

### التكاثر ودورة الحياة
تصبح الإناث ناضجةً جنسياً في عمر عام ونصف إلى ثلاثة أعوام، وتلد أسود الجبال في الغالب مرةً واحدةً كلَّ سنتين أو ثلاث سنين خلال فترة قدرتها الجنسية، ويمكن أن تقل المدة عن ذلك وتصل إلى سنة واحدة. وتكون الإناث في حالة نشاط جنسي لمدة ثمانية أيام من كل دورة تبلغ مدتها 23 يوماً، أما مرحلة الحمل فتبلغ مدتها 91 يوماً تقريباً. ويعتبر نمط الزواج عند الإناث زواجاً أحادياً (أي يكون للأنثى زوج واحد فقط في الوقت الواحد)، ولكن هذا غير مؤكد وقد يكون الزواج المتعدد (أي أن يكون للأنثى زوجان أو أكثر في الوقت الواحد) هو النمط السائد عندها. يكون الاتصال الجنسي عند أسود الجبال قصيراً ولكن متكرراً، وقد أشارت بعض الدراسات إلى أن الاتصال الجنسي يكون أقلَّ تكراراً عند الأفراد المأسورة أو الموجودة في الحقول.

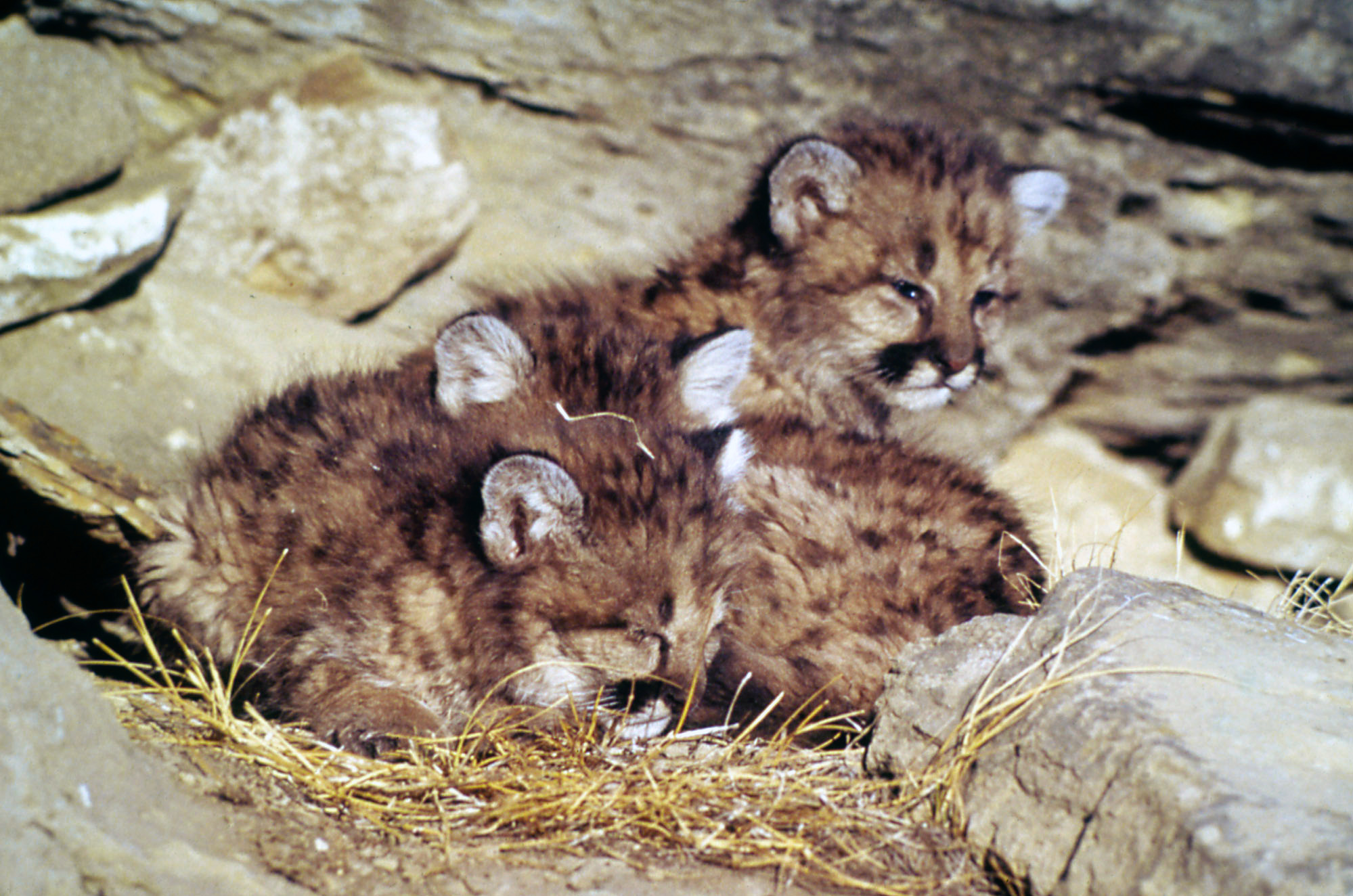
أشبال أسد الجبال

تقوم الإناث وحدها بتربية الصغار، وتقوم بحماية أشبالها بشكل عنيف جداً، وقد شوهدت تقاتل بنجاح حيوانات كبيرة تصل إلى حجم الدب الرمادي دفاعاً عن أشبالها. وتضع الإناث في الولادة الواحدة ما بين شبل واحد وستة أشبال، وغالباً اثنان أو ثلاثة، وتستخدم أسود الجبال الكهوف عريناً ليقيها أثناء قيامها بالولادة. وتكون أشبال أسود الجبال بعد الولادة عمياء تماماً وتعتمد اعتماداً كاملاً على أمها، ثم تُفطَم (تصبح قادرةً على الاعتماد على نفسها) بعد حوالي ثلاثة أشهر من ولادتها، وبينما يكبرون يبدأون بالخروج للصيد مع أمهم، ففي البداية تصحبهم أمهم معها لرؤيتها وهي تصطاد، وبعد ستة أشهر يبدأون بالصيد بأنفسهم فرائس صغيرة، وأما متوسط نجاة الأشبال فهو شبل واحد من كل عملية ولادة. وعندما تولد الأشبال يكون عليها بقع أو نقاط، ولكنها تفقدها بينما تكبر، وعندما تصل إلى عمر عامين ونصف تكون البقع قد اختفت بالكامل.
عندما تصبح الأشبال ناضجة بالكامل ترحل عن أمها لتؤسس منطقتها الخاصة، وذلك عندما يكون عمرها عامين، وأحياناً قبل ذلك، والذكور ترحل قبل الإناث عادةً. وقد وَجدت إحدى الدراسات أن معدل الوفيات يكون أكبر في الأفراد التي تهاجر بعيداً جداً عن مكان ولادتها، وربما يكون ذلك بسبب تعارضها مع مناطق أسود جبال أخرى، ودراسة أخرى في نيومكسيكو وجدت أن الذكور ترحل مسافات أبعد من الإناث، ويمكنها أن تهاجر مسافاتٍ شاسعةً عبر مناطق ليست لأسود الجبال، ويُعتبر هذا مفيداً لأنه يساهم في نشر جيناتها إلى مناطق بعيدة ومتنوعة.
يُقدَّر عمر أسود الجبال في البرية بما بين 8 و13 عاماً، ومتوسط أعمارها 8 إلى 10 أعوام، وقد يزيد عمر بعضها عن المتوسط، فقد اصطيدت أنثى مرة عمرها 18 عاماً على الأقل، اصطيدت في جزيرة فانكوفر الكندية، أما في الأسر فقد تعيش أسود الجبال مدة تصل إلى عشرين عاماً، إذ إن هناك أسد جبال ذَكر اسمه سكراتش (Scratch) كان في شهره الثاني من عامه الثلاثين عندما توفي عام 2007. أما أسباب الوفاة في البرية فتشمل العجز والمرض والتنافس مع أسود جبال أخرى، والجوع والحوادث وصيد البشر في المناطق التي يُسمح فيها بذلك. وهناك فيروس اسمه فيروس ضعف مناعة القطط (Feline immunodeficiency virus) يسبب مرضاً مزمناً عند أسود الجبال يشبه مرض الإيدز.

### البناء الاجتماعي
أسد الجبال كالكثير من السنوريات الأخرى حيوان يميل إلى العزلة، فهو لا يعيش في مجموعات إلا في حالة الأم وأبنائها، أما الأفراد البالغة فلا تلتقي مع بعضها إلا من أجل التناسل، وهو حيوان كتوم وشفقي، إذ ينشط في أوقات الفجر والشفق.
متوسط حجم منطقة أسد الجبال يختلف بشكل كبير، إذ تشير إحدى الدراسات الجغرافية الكندية أن حجم منطقة الأفراد البالغة من الذكور يتراوح ما بين 150 و1000 كيلومتر مربع، وحجم منطقة الإناث نصف ذلك. دراسات أخرى تشير إلى مساحة دنيا أصغر من ذلك لا تقل عن 25 كيلومتراً مربعاً، ولكنها تشير أيضاً إلى مساحة عظمى أكبر، قد تزيد عن 1300 كيلومتر مربع للذكور. أما في الولايات المتحدة فقد سُجلت مساحاتٌ لمناطق كبيرة جداً في تكساس وشمال منطقة السهول الكبرى تتجاوز 775 كيلومتراً مربعاً. قد تتقاطع مناطق الذكور مع مناطق الإناث، وأحياناً تكون مناطق الإناث داخل مناطق الذكور، ولكن لم يُشاهد قط تقاطع منطقة ذكر مع منطقة ذكر آخر، لأن ذلك يزيد من حدة التنافس بينهم، كما قد تتقاطع مناطق الإناث مع بعضها. وتقوم أسود الجبال بإحداث خدوش لتحديد حدود مناطقها، وتستخدم أيضاً بولها وبرازها لتحديد حدود منطقتها ولجذب الأزواج للتناسل، وقد يقوم الذكور بخدش كومة صغيرة من أوراق الشجر والأعشاب ومن ثم التبول عليها لتعليم المنطقة.
وجود أسد الجبال في منطقة ما يعتمد على نوعية الأرض والغطاء النباتي ووفرة الفرائس فيها. فعلى سبيل المثال، وُجدت مرةً أنثى تعيش في جبال سان أندريس في ولاية نيومكسيكو، وكانت مساحة منطقتها كبيرةً جداً، تقترب من 215 كيلومتراً مربعاً، والسبب في كبر مساحة منطقتها هو قلة وجود الفرائس هناك. وقد أشار أحد الأبحاث إلى أن وفرة الفرائس يجب أن تكون بمعدل نصف فريسة إلى سبع فرائس في كل 100 كيلومتر مربع.
تتصارع الذكور مع بعضها أكثر من الإناث، وذلك لأن الذكور عندما ترحل عن أمها فإنها تبتعد أكثر من الإناث، كما أنها أكثر تنافساً على كل من الإناث ومناطق الانتشار، وعندما يفشل الذكر البالغ في الرحيل عن منطقة أمه، فإن أباه قد يقتله. وعندما يلتقي ذكران مع بعضهما فإنهما يبدآن بالتهامس والبصق، فإذا لم يتراجع أي منهما فقد يتصارعان صراعاً عنيفاً. وينبغي الذكر أن عمليات الصيد والهجرة تزيد من صراعات الذكور مع بعضها، وذلك لأنها قد تؤدي إلى إزعاج الذكر في منطقته.

## علم البيئة

### التوزيع والموطن

أسد جبال في محمية حيوانات في الأرجنتين

لأسود الجبال أكبر توزيع بين الحيوانات البرية كلها في أمريكا الشمالية، إذ تمتد مناطق انتشارها لما يزيد عن 110 دوائر عرض، وتمتد من إقليم يوكون الكندي في الشمال، وحتى جبال الأنديز في الجنوب، وهو واحد من ثلاث سنوريات فقط يعود أصلها إلى كندا، وهي أسد الجبال هذا والوشق الكميت والوشق الكندي. والسبب في اتساع مناطق انتشار أسد الجبال هو قدرته على التكيف في كل أنواع المواطن تقريباً، فهو يعيش في أنواع الغابات كلها وفي الأراضي المنخفضة وفي الجبال الصحراوية، وقد أشارت بعض الدراسات إلى أن أسد الجبال يُفضل المناطق التي تكثر فيها الشجيرات، ولكن يمكن أن يعيش في المناطق التي تقل فيها كثافة الغطاء النباتي، أما موطنه المفضل فهو الوديان الوعرة، والمنحدرات الصخرية، والصخور ذات الحواف، والمناطق ذات الشجيرات الكثيفة.

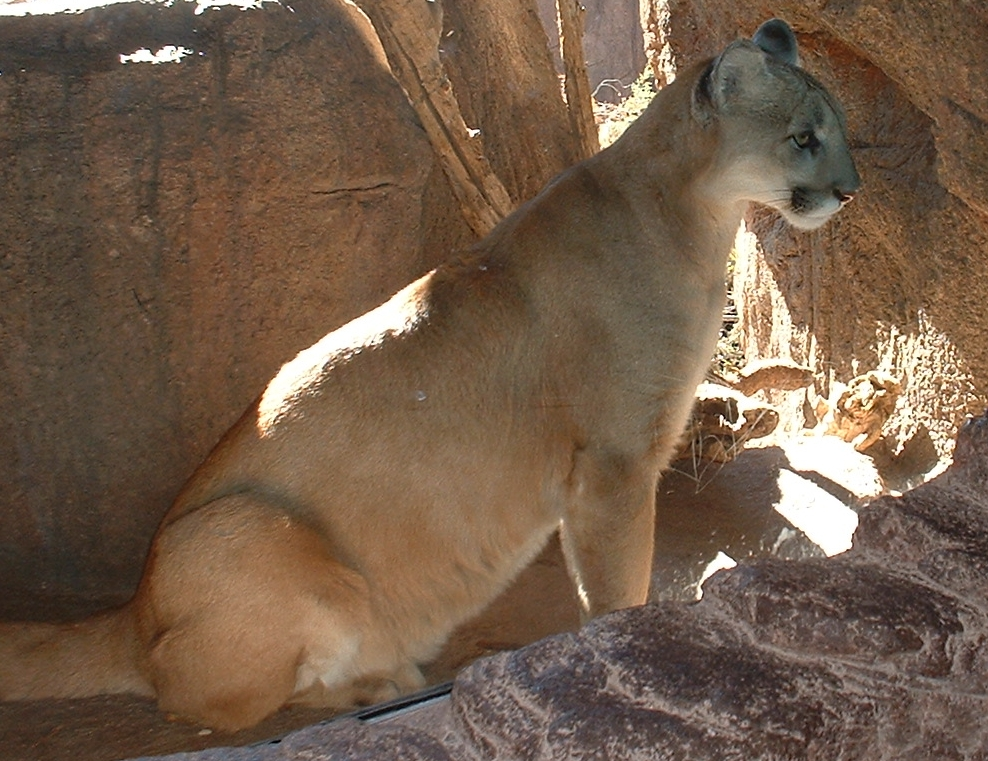
أسد جبال في متحف أريزونا الصحراوي

لقد تعرض أسد الجبال للانقراض المحلي في كثير من مناطق شمال شرق أمريكا (باستثناء ولاية فلوريدا) في القرنين التاليين للاستعمار الأوروبي للأمريكتين، وواجه تهديدات خطيرة في باقي المناطق التي يعيش فيها، أما اليوم فإنه يعيش في الولايات الأمريكية الموجودة في أقصى الغرب، وفي كندا في ألبرتا وساسكاتشوان وكولومبيا البريطانية وإقليم يوكون، وهناك العديد من التقارير تشير إلى أنه عاد للاستيطان في شمال شرق أمريكا، وقد أشارت بعض الدراسات الحمضية النووية إلى وجود أدلة على ذلك، وأما المكان الوحيد من شمال شرق أمريكا الذي أُكّد فيه وجود أسود الجبال فهو ولاية فلوريدا، ولكنه مهدد بالانقراض فيها.
قَدَّر الاتحاد العالمي للحفاظ على الطبيعة عدد أسود الجبال بما يقل عن 50,000 فرد، وهي في تناقص مستمر، أما الإحصائيات الأمريكية فهي أكثر تفاؤلاً، إذ تشير إلى أن عدد أسود الجبال في تزايد وليس في تناقص، ففي ولاية أوريغون قُدر عدد أسود الجبال بما يقارب 5000 فرد في عام 2006، وقد فاق هذا الرقم التوقعات التي كانت 3000 فرد فقط. أما ولاية كاليفورنيا فقد عملت على حماية هذا الحيوان وغيره، وقُدر عدد أسود الجبال فيها بما بين 4000 و6000 فرد.

### الدور البيئي

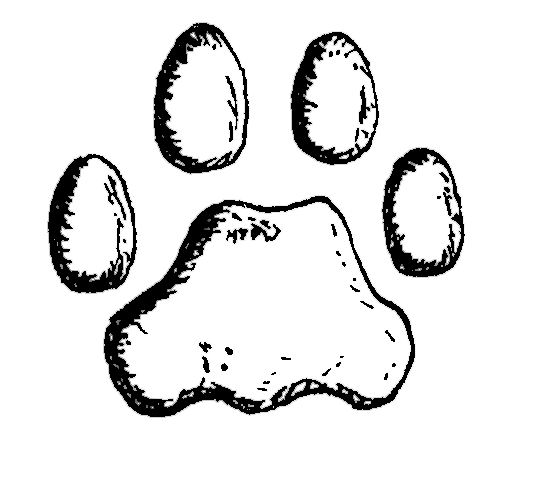
آثار أقدام أسود الجبال

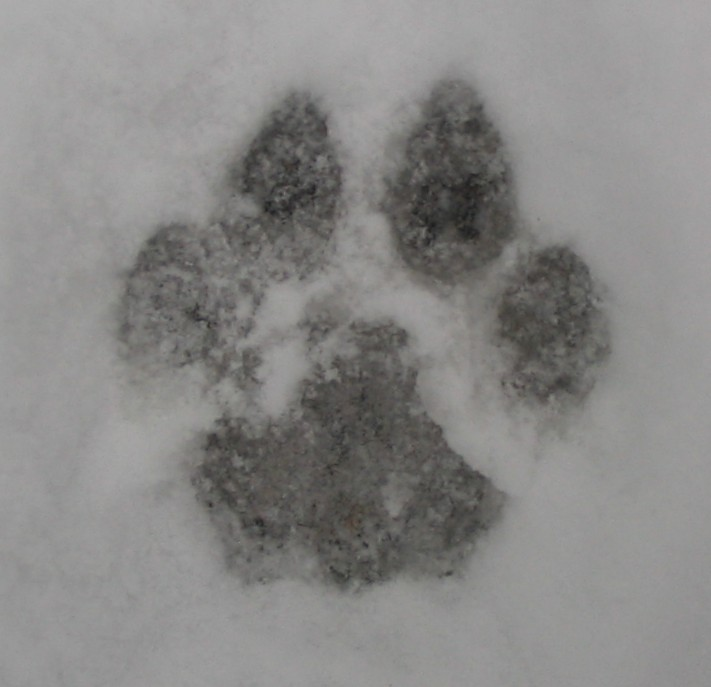
أثر القدم الأمامي لأسد جبال، يكون طولها عند الأفراد البالغة 10 سنتمترات

باستثناء البشر، لا يوجد أي نوع من الكائنات الحية يستطيع افتراس أسد جبال بالغ، ولكن قد تحدث بعض الصراعات بينها وبين المفترسات الأخرى. يوفر متنزه يلوستون الوطني بيئة مناسبة لدراسة العلاقة بين حيوانات أمريكا الشمالية المفترسة، وقد وُجد أن الدب البني هو أقواها، ومع ذلك فإنه أحياناً لا يستطيع دفع مجموعات الذئاب الرمادية وأسود الجبال بعيداً عن صيده، وقد وجدت إحدى الدراسات أن الدب البني أو الدب الأسود الأمريكي يتفقّد 24% من صيد أسود الجبال، ويأخذ 10% من صيده اغتصاباً، وتبعاً لهذه الأرقام تخسر أسود الجبال 26% من مصادر طاقتها وتكسب الدببة 113% يومياً جراء سرقتها لصيد تلك الأسود.
يتنافس أسد الجبال بطريقة مباشرة أكثر مع الذئب الرمادي، لا سيما في فصل الشتاء، والفرد من أسود الجبال أقوى من الفرد من الذئاب الرمادية، ولكن أسود الجبال تميل إلى العزلة بينما تميل الذئاب إلى التجمع في مجموعات، ولذلك فإنها قد تتمكن من سرقة صيدها وأحياناً تقتلها، وقد أشارت إحدى الدراسات إلى أن مجموعة من الذئاب تتكون من 14 ذئباً هاجمت أنثى أسد جبال وقتلتها هي وأشبالها، ولكن إذا كانت الذئاب وحيدة فإنها لا تملك تلك القوة والسيطرة، وقد شوهدت ذئاب منفردة تقوم أسود الجبال بقتلها.
للذئاب أثر كبير على أسود الجبال ومناطق انتشارها، فهي تسيطر على مناطق معينة وعلى ما فيها من فرائس، فقد أشارت دراسة أجريت في متنزه يلوستون الوطني إلى هجرة أسود جبال هرباً من الذئاب، ويقول أحد الباحثين في ولاية أوريغون: «عندما تكون هناك مجموعة من الذئاب تفقد أسود الجبال راحتها في الصيد وتربية الأشبال»، ويقول أيضاً: «في كثير من الأحيان يقتل أسد الجبال ذئباً، ولكنّ ظاهرة تجمع الذئاب في مجموعات تقلب الطاولة». كما يستطيع كل من هذين النوعين قتل المفترسات متوسطة الحجم كالوشق الكميت وذئب البراري، مما يؤدي إلى تناقص أعدادها.
في الجزء الجنوبي من مناطق انتشار أسود الجبال، يتشارك أسد الجبال مع اليغور في الموطن، وفي تلك المواطن يصطاد اليغور الفرائس الأكبر حجماً ويصطاد أسد الجبال الفرائس الأصغر حجماً، مما يؤدي إلى تقليص حجم أسد الجبال، وبالتالي تقليل قدرته على التنافس.
يُعد أسد الجبال المفترس الأقوى في الجزء الجنوبي من أمريكا الجنوبية، وقد عمل على تقليل أعداد اللاما البرية وكثير من الحيوانات الأخرى هناك.

## الأنواع المهجنة

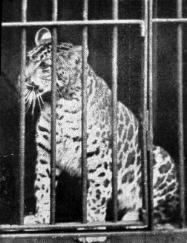
أسد جبال نمري صوّر عام 1904

أسد الجبال النمري حيوان مهجن يولد نتيجة تزاوج أسد جبال مع نمر. في أواخر التسعينيات من القرن التاسع عشر وأوائل القرن العشرين، قام مدرب حيوانات بعرض ثلاثة أفراد من أسود الجبال النمرية في حديقة حيواناته في ألمانيا، ولكنْ لم يستطع أي منها الوصول إلى سن البلوغ، وقد اشترت حديقة حيوانات برلين واحداً من هذه الأفراد الثلاثة عام 1898. وتُظهر الصورة أسد جبال نمري نتج عن تزاوج أسد جبال ذكر مع أنثى نمر هندية.
وسواء كان التزاوج بين أسد جبال ذكر مع أنثى نمر أو العكس، فإن أسد الجبال النمري يكون قصير القامة أو قزماً دائماً، فعندما كبرت هذه الأسود النمرية وصلت إلى نصف حجم آبائها فقط، وهي تملك أجساماً طويلة تشبه أجسام أسود الجبال، ولكن أرجلها أقصر، أما لون شعرها فقد وُصف بأنه أسمر رملي ورمادي مع بني.

## حالة الحفظ
يصنف الاتحاد العالمي للحفاظ على الطبيعة (IUCN) أسد الجبال مع الحيوانات غير المهددة بالانقراض، وأما «اتفاقية التجارة الدولية بالأنواع المهددة بالانقراض من الحيوانات والنباتات البرية» المعروفة باسم (سايتس)، فإنها تصنف أسد الجبال في الملحق الأول، الذي يضم كل الأنواع المهددة بالانقراض التي تأثرت أو يحتمل أن تتأثر بالتجارة، وهذا يعني أن التجارة بهذه الأسود أو أعضائها غير مشروع قانونياً.

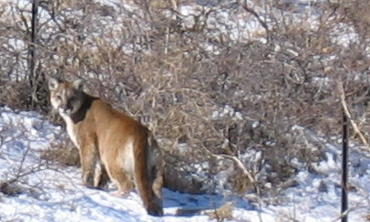
حماية أسود الجبال تعتمد على المحافظة على مواطنها

لا يوجد في الشرق من نهر مسيسيبي وجود مؤكّد لأسود الجبال إلا في ولاية فلوريدا، وحتى عام 2011 كانت المؤسسة الأمريكية للأسماك والحياة البرية تصنف أسد الجبال الشرقي (البعض يعتبره سلالة مستقلة والبعض لا يعتبره كذلك) إضافة إلى أسد جبال فلوريدا من الحيوانات المهددة بالانقراض، ولكن في عام 2011 أعلنت المؤسسة انقراض أسد الجبال الشرقي. وقد أشارت دراسات أمريكية حديثة إلى أن أسد جبال فلوريدا وأسد الجبال الشرقي من السلالة نفسها، التي تسمى أسد جبال شمال أمريكا (Puma concolor couguar)، وقد كان آخر إحصاء لأسود جبال فلوريدا في عام 2003، ووجد أن عددها 87 فرداً فقط. إلا أنه بسبب عدم وضوح التصنيف واحتمالية هجرة بعض أسود الجبال من الغرب إلى الشرق فإن هذا الموضوع لا يزال مفتوحاً.
أسد الجبال حيوان محميّ في معظم المناطق التي ينتشر فيها، فمنذ عام 1996 أصبح صيد أسود الجبال محظوراً في الأرجنتين والبرازيل وبوليفيا وتشيلي وكولومبيا وكوستاريكا وغويانا الفرنسية وغواتيمالا وهندوراس ونيكاراغوا وبنما وباراغواي وسورينام وفنزويلا والأوروغواي، أما في الإكوادور والسلفادور وغيانا فلا توجد حماية رسمية لها، وأما في الولايات المتحدة وكندا فلا تزال عمليات الصيد المنظمة موجودة، فمع أن صيدها محظور بالكامل في إقليم يوكون الكندي، إلا أنه مسموح في كل ولايات أمريكا الواقعة بين جبال روكي والمحيط الهادي، باستثناء ولاية كاليفورنيا. وأما ولاية تكساس فهي الولاية الوحيدة التي يعيش فيها عدد لا بأس به من أسود الجبال ولا تقوم بحمايتها بأي شكل من الأشكال، ففي تكساس، تصنف أسود الجبال على أنها حيوانات برية مُضايِقة، ويكون لأي شخص معه سلاحُ صيدٍ الحقُّ في قتلها بغض النظر عن الموسم أو عدد مرات القتل أو جنس الأسد أو عمره. ولا ينبغي على من قتل أسد جبال أن يراجع أي دائرة أو قسمٍ حكوميٍ للإبلاغ عن ذلك، وتُصطاد أسود الجبال عادة باستخدام مجموعات من الكلاب، إذ تقوم الكلاب بحصر أسد الجبال قرب شجرة ما حتى يأتي الصياد الذي يقوم بإطلاق النار على أسد الجبال من مسافة قريبة. أما في ولاية كاليفورنيا فإن قتل أسود الجبال محظور إلا في بعض الحالات الخاصة جداً، مثلاً عندما يهدِّد فرد منها أمن جماعة من الناس، ومع ذلك فإن الإحصائيات تشير إلى أن عمليات قتل الأسود فيها تتزايد منذ السبعينيات من القرن العشرين، ففي ما بين عامي 2000 و2006 كان متوسط القتل حوالي 112 فرداً في السنة الواحدة، مقارنة بستة أفراد فقط في السنة الواحدة في السبعينيات من القرن الماضي.
إن الأسباب التي أدت إلى جعل أسد الجبال حيواناً مهدداً بالانقراض هي اضطهاده باعتباره حيواناً آفة، إضافةً إلى الانحلال البيئي وعمليات تدمير المواطن واستنفاد مصادر الغذاء، وقد أشارت بعض الدراسات إلى أن أسد الجبال غير مهدد بالانقراض في مساحة تساوي 2200 كيلومتر مربع أو أكثر، وتزداد أعداد أسود الجبال بشكل بطيء جداً، قد يساوي فرداً واحداً جديداً إلى أربعة أفراد في العقد الكامل.
في الثاني من شهر آذار من عام 2011، أعلنت المؤسسة الأمريكية للأسماك والحياة البرية انقراض أسد الجبال الشرقي (Puma concolor couguar) رسمياً.

## العلاقة مع البشر

### في الأساطير
يحترم الأمريكيون الأصليون أسد الجبال ويعتبرونه حيواناً قوياً ونبيلاً، إذ يُعتقد أن مدينة الإنكا القديمة الموجودة في مدينة قوسقو في البيرو قد بُنيت على شكل أسد جبال، كما كان أسد الجبال يدخل في أسماء الناس وأسماء المناطق هناك. أما أناس الموتشي (Moche people) الذين سكنوا شمال البيرو قديماً فقد كانوا يضعون رسم أسد الجبال على أوانيهم الخزفية.
وفي أمريكا الشمالية، ظهرت أساطير أسود الجبال في الحكايات الشعبية القديمة لقبائل الأمريكيين الأصليين، أما بالنسبة لقبيلة أباتشي التي سكنت ولاية أريزونا فإن صوت أسد الجبال يمثل نذيراً بالموت.

### افتراس المواشي
عندما بدأ الأمريكيون بتربية المواشي كانت أسود الجبال مدمرةً للقطعان بقدر الذئاب، فحسب إحصائياتٍ لولاية تكساس في عام 1990، فإن 86 عجلاً، و253 ماعزاً، و302 طفلاً، و445 خروفاً، و562 غنمة أُكِّد قتلها بوساطة أسود الجبال في ذلك العام. وفي ولاية نيفادا عام 1992، أكدت المصادر أن أسود الجبال قتلت 9 عجول، وحصاناً واحداً، و4 مهور، و5 ماعزات، و318 خروفاً، و400 غنمة، وفي كلتا الحالتين، كانت الخراف هي الأكثر تعرضاً لهجمات أسود الجبال، وقد سُجلت حالات قامت فيها أسود الجبال بقتل 20 خروفاً في هجوم واحد. وتكون عضة أسد الجبال القاتلة على مؤخرة عنق الفريسة أو رأسها، فهي تختلف عن عضات ذئاب البراري التي تكون في الحلق وعضات الكلاب الوحشية التي تكون عشوائية غير منتظمة، كما يمكن تمييز عضتها عن عضات المفترسات الأصغر من خلال حجم ثقب الناب على جثة الفريسة.

### مهاجمة البشر

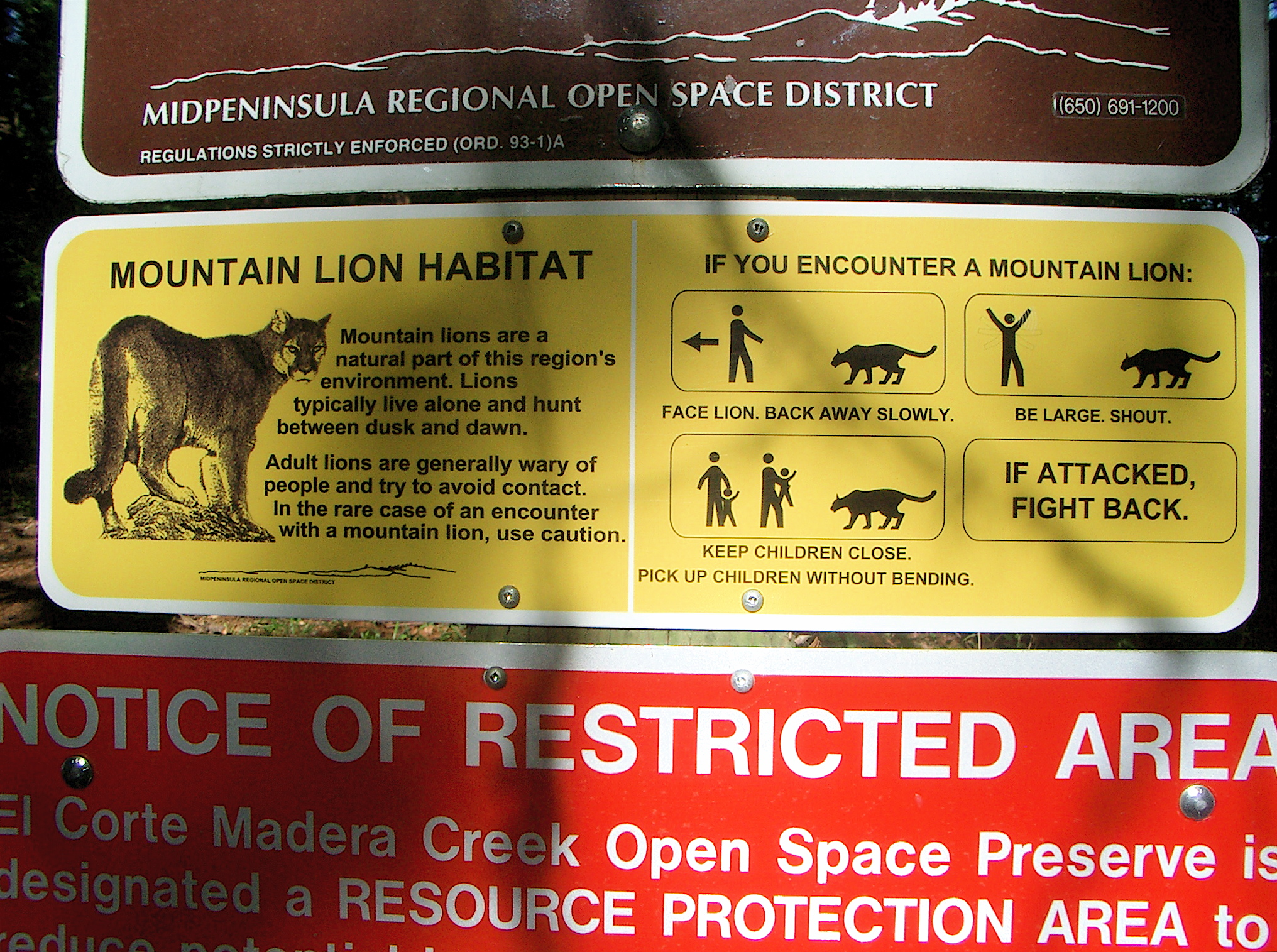
إشارة تحذير من أسد الجبال

أصبحت مناطق أسود الجبال أكثر تداخلاً مع مناطق البشر بسبب الانفجار السكاني، إلا أن مهاجمة البشر نادرة الحدوث، وذلك لأن أسود الجبال لا تميّز البشر على أنهم فرائس، وتهاجم أسود الجبال البشر والماشية والحيوانات الأليفة إذا صارت معتادة على ذلك وتأقلمت له وإذا تعرضت للجوع الشديد، وتزداد مهاجمة البشر في أواخر فصل الربيع وفصل الصيف، عندما ترحل الصغار عن منطقة أمها وتبدأ بالبحث عن منطقتها الجديدة.
بين عامي 1890 و1990 سُجلت 53 حالة هجوم على البشر، منها 48 حالة أنتجت جروحاً غير مميتة، و10 حالات مميتة (عدد الأشخاص الذين هوجموا أكبر من 53 لأن بعض الحالات كانت على أكثر من إنسان واحد). وبحلول عام 2004 قفز الرقم إلى 80 حالة هجوم و20 وفاة.
إن توزيع هجمات أسود الجبال في أمريكا الشمالية ليس منتظماً، فمثلاً ولاية كاليفورنيا ذات الكثافة السكانية العالية قد شهدت عشرات الحالات منذ عام 1986 (بعد ثلاث حالات فقط من عام 1890 إلى عام 1986)، منها ثلاث حالات قاتلة. أما ولاية نيومكسيكو ذات الكثافة السكانية المنخفضة فقد شهدت حالة عام 2008 هي الأولى منذ عام 1974.
قد يهاجم أسد الجبال كغيره من المفترسات إذا حوصِر، أو إذا حَفّز شعورٌ إنسانيٌ غريزتَه على الهجوم، أو إذا تظاهر إنسان بالموت، والوقوف أيضاً قد يوحي لأسد الجبال أن الإنسان فريسة سهلة. أما المبالغة في تهديد أسد الجبال عن طريق النظر الحادِّ في عينيه والصراخ المرتفع الهادئ وأي عمل آخر لإظهار التهديد الشديد قد يجعل أسد الجبال ينسحب، كما أن قتال أسد الجبال باستخدام عصا أو حجارة أو حتى باليدين عمل فعال عادةً ويجعله ينسحب.
وعندما يهاجم أسد الجبال فإنه عادةً يقوم بعضته المعتادة على العنق، محاولاً إدخال أنيابه بين الفقرات وإلى النخاع الشوكي، وإصابات العنق والرأس والعمود الفقري شائعة وأحياناً تكون قاتلة. والأطفال أكثر عرضةً لهجمات أسود الجبال، واحتمالية نجاتهم أقل من الكبار، فقد أشارت دراسة أجريت قبل عام 1991 أن 64% من ضحايا الهجمات ومعظم حالات الوفاة كانت من الأطفال، وقد أشارت الدراسة نفسها أن أكثر مكان وقعت فيه هذه الهجمات هو إقليم كولومبيا البريطانية الكندي، وتحديداً في جزيرة فانكوفر حيث تكثر أسود الجبال. وقبل أن تهاجم أسود الجبال البشر يكون سلوكها غريباً، كأن تكون نشطة في ساعات النهار، أو عدم الخوف من البشر، أو اتباع البشر خلسة، وقد وردت حالات لأسود جبال مُرَوّضة تجرح البشر.

## وصلات خارجية
- أسد الجبال من شبكة تنوع الحيوانات.
- انقراض أسد الجبال الشرقية الأمريكي - ملتقى العلوم.